# GNU Compiler Collection
El GNU Compiler Collection (colección de compiladores GNU) es un conjunto de compiladores creados por el proyecto GNU. GCC es software libre y lo distribuye la Free Software Foundation (FSF) bajo la licencia general pública GPL.
Estos compiladores se consideran estándar para los sistemas operativos derivados de UNIX, de código abierto y también de propietarios, como Mac OS X. GCC requiere el conjunto de aplicaciones conocido como binutils para realizar tareas como identificar archivos objeto u obtener su tamaño para copiarlos, traducirlos o crear listas, enlazarlos, o quitarles símbolos innecesarios.
Originalmente GCC significaba GNU C Compiler (compilador GNU de C), porque solo compilaba el lenguaje C. Posteriormente se extendió para compilar C++, Fortran, Ada y otros.

## Objetivo
GCC es parte del proyecto GNU, y tiene como objetivo mejorar el compilador usado en todos los sistemas GNU, incluyendo la variante GNU/Linux. El desarrollo de GCC usa un entorno de desarrollo abierto y soporta muchas plataformas con el fin de fomentar el uso de un compilador-optimizador de clase global, que pueda atraer muchos equipos de desarrollo, y asegure que GCC y los sistemas GNU funcionen en diferentes arquitecturas y diferentes entornos, y más aún, para extender y mejorar las características de GCC.

## Historia
Richard Stallman comenzó a escribir GCC en 1985. Añadió elementos extendiendo un compilador preexistente de C. El compilador originalmente compilaba Pastel, un dialecto extendido, no portable de Pascal, y estaba escrito en el propio Pastel. Fue reescrito en C por Len Tower y Stallman, y publicado en 1987 como el compilador del Proyecto GNU, para tener un compilador disponible que fuera software libre. Su desarrollo fue supervisado por la Free Software Foundation (FSF).
En 1991, GCC 1.x había logrado un punto de estabilidad, pero limitaciones en la arquitectura impedían muchas mejoras deseadas, así que la FSF empezó a trabajar en GCC 2.x.
Como GCC era software libre, había programadores que querían trabajar en otras direcciones, por ejemplo, escribiendo interfaces para otros lenguajes distintos de C, estos fueron libres de desarrollar sus propias bifurcaciones del compilador. Múltiples bifurcaciones trajeron ineficiencia e inmanejabilidad, sin embargo, la dificultad de producir código que fuera aceptado por el proyecto oficial de GCC era altamente frustrante para muchos, puesto que la FSF guardaba un férreo control en qué era añadido a la versión oficial de GCC 2.x. Esto hizo que GCC fuera citado como ejemplo del modelo de desarrollo "catedral" de software mencionado en el ensayo de Eric S. Raymond titulado La catedral y el bazar.
Desde la publicación de la versión 4.4. de BSD en 1994, GCC se convirtió en el compilador por defecto de los sistemas BSD.

### Transición a C++
Al principio, GCC estaba escrito en C, pero en 2008 comenzó un intento, liderado por Ian Lance Taylor, de adaptar GCC para que pudiese ser compilado con un compilador de C++, con vistas a poder utilizar ciertas construcciones del lenguaje C++ para su desarrollo. 
Finalmente, el 30 de mayo de 2010, se anuncia en la lista de correo electrónico de GCC que C++ ha sido aprobado para el desarrollo de GCC. 

## Lenguajes
En su versión 4.6 incluye front ends para C (gcc), C++ (g++), Java (gcj), Ada (GNAT), Objective-C (gobjc), Objective-C++ (gobjc++) y Fortran (gfortran). También está disponible, aunque no de forma estándar, soporte para Go (gccgo), Modula-2, Modula-3, Pascal (gpc), PL/I, D (gdc), Mercury, y VHDL (ghdl).

## Arquitecturas
En la versión 4.2.3 se incluye soporte para: 
- ARC
- ARM
- Blackfin
- CRIS
- CRX
- Darwin
- DEC Alpha
- DEC Alpha/VMS
- FRV
- GNU/Linux
- H8/300
- H8/500
- HPPA
- IA-64 "Itanium"
- M32C
- M32R/D
- MIPS
- MMIX
- MN10300
- Morpho MT
- Motorola M680x0
- Motorola M68hc1x
- Motorola 88000
- PA-RISC
- PDP-11
- PowerPC
- RS/6000
- Score
- SPARC
- SuperH
- System/370
- System 390
- System V
- TMS320C3x/C4x
- V850
- VAX
- x86
- x86-64
- Xstormy16
- Xtensa
- zSeries

También hay soporte para arquitecturas menos conocidas: A29K, Atmel AVR, C4x, D30V, DSP16xx, FR-30, FR-V, Intel i960, IP2000, MN10200, NS32K y ROMP.
Se ha dado soporte para procesadores adicionales, como D10V, PDP-10, y Z8000 en versiones mantenidas separadas de la versión de la FSF.

## Estructura
La interfaz exterior de GCC es generalmente estándar para un sistema UNIX. Los usuarios llaman un programa controlador llamado gcc, que interpreta los argumentos dados, decide qué compilador usar para cada archivo y ejecuta el ensamblador con el código resultante, después posiblemente ejecuta el enlazador para producir un programa completo.
Cada uno de los compiladores es un programa independiente que toma como entrada código fuente y produce código en ensamblador. Todos ellos tienen una estructura interna común: un front end por lenguaje que procesa el lenguaje y produce un árbol de sintaxis y un back end, que convierte esos árboles al lenguaje RTL (lenguaje de transferencia de registros) de GCC, luego realiza varias optimizaciones y produce el ensamblador utilizando un reconocimiento de patrones específico para la arquitectura, originalmente basado en un algoritmo de Jack Davidson y Chris Fraser.
Casi todo GCC está escrito en C, aunque gran parte del front end de Ada está escrito en Ada. A partir de 2010, GCC también está escrito en C++.

### Front ends
Los front ends varían internamente, teniendo que producir árboles que puedan ser manejados por el back end. Todos los analizadores son analizadores recursivos descendentes y fueron escritos manualmente, no generados automáticamente.
Hasta hace poco, el árbol de representación de programa no era totalmente independiente del procesador para el que se quería generar el código.
Recientemente se han incluido dos nuevas formas de árbol independientes del lenguaje. Estos nuevos formatos son llamados GENERIC y GIMPLE. El análisis ahora es realizado creando árboles temporales dependientes del lenguaje y convirtiéndolos a GENERIC. El gimplifier convierte esto a GIMPLE, que es el lenguaje común para un gran número de optimizaciones independientes de la arquitectura y del lenguaje.
La optimización en árboles no entra en lo que la mayoría de los desarrolladores de compiladores consideran trabajo del front end, ya que no es dependiente del lenguaje y no involucra el análisis. Los desarrolladores de GCC han dado a esta parte del compilador el nombre de middle end. Las optimizaciones incluyen eliminación de código que nunca se ejecuta, eliminación parcial de redundancia, redundancia a la hora de evaluar expresiones... Actualmente se está trabajando en optimizaciones basadas en dependencia de arreglos.

### Back end
El comportamiento del backend está parcialmente especificado por el preprocesador de macros específicas a la arquitectura objetivo, por ejemplo para definir la posición de los bits más significativos, tamaño de palabra, convención para llamadas, etc. El back end utiliza estas para la generación de RTL, aunque en GCC este es independiente del procesador y la secuencia inicial de instrucciones abstractas es adaptada a la arquitectura objetivo.

## IDEs Compatibles
La mayoría de Entornos de desarrollo integrado escritos para GNU/Linux y algunos otros sistemas operativos soportan GCC. Estos incluyen:
- Anjuta
- Code::Blocks
- CodeLite
- Dev-C++
- Eclipse
- geany
- KDevelop
- NetBeans
- Qt Creator
- Xcode
- Visual Studio Code
- Zinjai